# Pepi I
Pepi I was een farao van de 6e dynastie. De koning wordt ook beschreven onder de namen Pepy I, Pepi I Meri-ra, Pepi I Meryre en, in Manetho's Griekse "Aegyptiaca", als Phios.

## Biografie
Pepi I was de zoon van Teti en Ipoet I. Als prins kreeg hij hulp van invloedrijke persoonlijkheden in Opper-Egypte om Oeserkare van de troon te stoten, omdat deze zijn vader had vermoord. De personen die hem hielpen bleven van belang tijdens zijn bestaan als farao; twee van zijn gemalinnen waren zelfs dochters van zijn vizier uit Opper-Egypte. Pepi's tijd als farao wordt gemarkeerd door een agressieve expansiedrift in Nubië. Egypte begon weer te handelen met lang verloren gebieden zoals Libanon en Somalische kust en de adel kreeg meer macht.

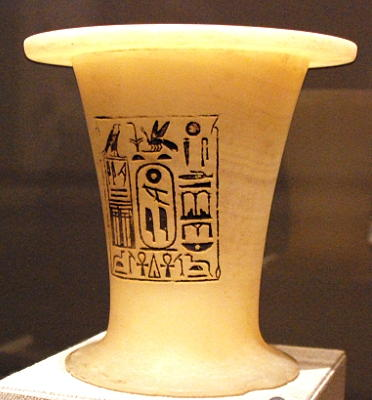
Een offervat van Pepi I
Walters Art Museum
Waarschijnlijk gebruikt bij het Sed-festival van Pepi I

## Regeertermijn
De precieze regeringstermijn is onduidelijk. Uit analyse op basis van de inscripties van de Zuid-Saqqara-steen (het deksel van de sarcofaag van zijn vrouw Anchesenpepi I) wordt geconcludeerd dat hij 48 tot 50 jaar geregeerd heeft. De Turijnse koningslijst geeft hem 20 jaar. Mede omdat er bewijzen zijn dat er een Sed-festival heeft plaatsgevonden ter ere van zijn 30e regeringsjaar, kan deze termijn niet kloppen. Egyptoloog Kim Ryholt en papyroloog Adam Bülow-Jacobsen opperen dat de beschrijving van Pepi I in de lijst is verwisseld met die van zijn zoon, Merenre I, waar in dezelfde lijst 44 jaar bij staat. Manetho noemt in zijn "Aegyptiaca" een regeerduur van 53 jaar.

## Beelden
Twee bronzen beeldhouwwerken van Pepi I en zijn zoon Merenre I zijn gevonden in Hierakonpolis. Zij beelden de koningen uit die symbolisch de negen vreemde volkeren (negen bogen) verpletteren. Pepi I was een voorbeeldig bouwer die vele projecten uitvoerde in Opper-Egypte: Dendera, Abydos, Elephantine en Hierakonpolis. Andere werken zijn gemaakt door een hoge officier, Weni de oudere, die een kanaal heeft gegraven bij de eerste cataract voor de koning. Hij hielp de koning ook bij het veroordelen van een koningin Weret-Yamtes, die een revolte tegen de koning had gepland.

## Bouwwerken
- Tempels van Tanis, Boebastis, Abydos, Dendera en Koptos
- Piramide van Pepi I bij Saqqara